# Визелер, Фридрих Юлиус Август
Фридрих Юлиус Август Визелер (1811—1892) — немецкий археолог.

## Биография
Был профессором в Геттингене, где заведовал археологическо-нумизматическими коллекциями. С 1847 г. — директор университетского археологического семинария.
Член-корреспондент СПбАН c 07.12.1856 по историко-филологическому отделению (разряд классической филологии и лингвистики).

## Труды
- новая обработка и продолжение «Denkmäler der alten Kunst» К. О. Мюллера
- «Theatergebäude und Denkmäler des Bühnenwesens bei den Griechen und Römern» (Гетт., 1851).